# زدراوکو دیمیتروف
زدراوکو دیمیتروف (بلغاری: Здравко Минчев Димитров؛ زادهٔ ۲۴ اوت ۱۹۹۸) بازیکن فوتبال است.
از باشگاه‌هایی که در آن بازی کرده است می‌توان به باشگاه فوتبال لوکوموتیو صوفیه و باشگاه فوتبال لفسکی صوفیه اشاره کرد.
وی همچنین در تیم‌های ملی فوتبال زیر ۱۹ سال مردان بلغارستان، زیر ۲۱ سال بلغارستان، و بلغارستان بازی کرده است.